# Araneus bargusinus
Araneus bargusinus este o specie de păianjeni din genul Araneus, familia Araneidae, descrisă de Bakhvalov, 1981. Conform Catalogue of Life specia Araneus bargusinus nu are subspecii cunoscute.